# Ortenberg (Assia)
Ortenberg è una città tedesca situata nel land dell'Assia.